# Barbara Vuylsteke
Barbara Vuylsteke is een voormalig Belgisch squashster. Ze werd zevenmaal Belgisch kampioene.

## Kampioenschappen
| Onderdeel         | Jaar                                      |
| ----------------- | ----------------------------------------- |
| Belgisch kampioen | 1982, 1986, 1987, 1988, 1989 1990 en 1992 |